# Бакали (Україна)
Бакали́ — село в Білоцерківському районі Київської області. Входить до складу Маловільшанської сільської громади.
Розташоване за 3 км від с. Мала Вільшанка. Населення — близько 150 жителів.
Засноване на початку XVII століття. Перші писемні згадки про село припадають на 1597 р. в записах польського історика Руліковського. 
За легендою першими поселенцями був Бакал з трьома синами, які займалися пограбуванням чумаків на шляху Біла Церква — Ставище. Награбовані речі ховали в глибокому яру, в тайнику, який був знайдений у 1922 році.
Жителі Бакал були приписані до приходу Свято-Дмитрівської церкви села Пилипчі, на 1740 рік там було 17 хат, а в 1864 році налічувалося 276 жителів.
У 1774 році Бакали були пожалувані разом з землями Білоцерківського староства великому коронному гетьману Францишку-Ксаверію Браницькому та перебували у власності його нащадків майже півтора сторіччя.
На 1900 рік у селі налічувалося 518 жителів, які займалися землеробством та їздили на заробітки до Херсонської та інших губерній. В селі на той час була одна школа грамоти та пожежний обоз, який мав дві бочки та два багра.
У 1929 році був утворений колгосп імені Сталіна.
В 1997 році в с. Бакали на кладовищі на місці поховання жертв Голодомору встановлено пам'ятний знак
(металевий хрест).

## Також
- Перелік населених пунктів, що постраждали від Голодомору 1932—1933 (Київська область)